# Економско-трговинска школа Нови Пазар
Економско-трговинска школа Нови Пазар је средња школа у Новом Пазару. Основана је 29. августа 1955. године.

## Историја
Економско-трговинска школа у Новом Пазару конституисана је из бивше Економске средње школе. Средња економска школа формирана је 29. августа 1955. године а оснивач је био Народни одбор градске општине Новог Пазара. Школа је почела са радом са једним одељењем. Управљање је вршио школски одбор, који је имао једанаест чланова. Од оснивања до преласка на усмерено образовање школа је имала општи смер.